# Suzy Kendall
Suzy Kendall, născută Frieda Harriet Harrison, (n. 1 ianuarie 1944, Belper, Anglia, Regatul Unit) este o  actriță britanică.

## Filmografie selectivă
- 1965 The Liquidator - Judith
- 1965 Thunderball - Prue (uncredited)
- 1965 Up Jumped a Swagman - Melissa Smythe-Fury
- 1966 Circus of Fear - Natasha
- 1966 The Sandwich Man - Sue
- 1967 Domnului profesor, cu dragoste, (To Sir, with Love) - Gillian Blanchard
- 1967 The Penthouse - Barbara Willason
- 1968 Up the Junction - Polly
- 1968 30 Is a Dangerous Age, Cynthia - Louise Hammond
- 1969 Domnișoara doctor (Fräulein Doktor) - Fraülein Doktor
- 1970 The Gamblers - Candace
- 1970 Pasărea cu pene de cristal (L'uccello dalle piume di cristallo) - Julia
- 1970 Darker Than Amber - Vangie / Merrimay
- 1970 Assault (aka In the Devil's Garden) - Julie West
- 1972 Ultimele șase minute (Fear Is the Key) - Sarah Ruthven
- 1973 Torso - Jane
- 1973 Story of a Cloistered Nun
- 1974 Spasmo - Barbara
- 1974 Craze - Sally
- 1975 To the Bitter End - Joan Jordan
- 1977 Adventures of a Private Eye - Laura